# NiedersachsenBahn GmbH
De NiedersachsenBahn GmbH is een Duitse spoorwegonderneming (EVU), die als bedrijfsmaatschappij voor de metronom Eisenbahngesellschaft mbH functioneert. Het is een samenwerking van de Osthannoversche Eisenbahnen AG (60%) uit Celle en de Eisenbahnen und Verkehrsbetriebe Elbe-Weser GmbH (40%) uit Zeven. De NiedersachsenBahn GmbH bevindt zich eveneens in Celle.